# Гришин Костянтин Миколайович
Костянтин Миколайович Гришин (нар. 4 грудня 1908, село Шатєєво Александровського повіту Владимирської губернії, тепер Талдомського міського округу Московської області, Російська Федерація — 6 червня 1973, місто Москва) — радянський державний діяч, 1-й секретар Владимирського і Рязанського обласних комітетів КПРС, голова Великолуцького облвиконкому, заступник голови Комітету партійного контролю при ЦК КПРС. Кандидат у члени ЦК КПРС у 1956—1961 роках. Член ЦК КПРС у 1961—1973 роках. Депутат Верховної Ради СРСР 2—3-го і 5—8-го скликань.

## Життєпис
Народився в селянській родині. Трудову діяльність розпочав в 1926 році учнем шевця в селі Гуслево, потім працював шевцем в селі Павловичі Талдомського району. Був завідувачем магазину Талдомської районної спілки споживчих товариств.
З 1930 по 1932 рік навчався в школі радянського і партійного будівництва.
Член ВКП(б) з 1931 року.
У 1932—1933 роках — викладач школи радянського і партійного будівництва в місті Кімри Івановської промислової області.
У 1933—1938 роках — начальник відділу кадрів Свердловського механічного (машинобудівного) заводу в місті Кімри; директор неповної середньої школи в місті Кімри; завідувач Кімрського районного відділу народної освіти Калінінської області.
У 1938—1939 роках — завідувач відділу пропаганди і агітації Кімрського районного комітету ВКП(б) Калінінської області.
У вересні 1939 — липні 1942 року — 1-й секретар Кімрського міського комітету ВКП(б) Калінінської області.
У липні 1942 — вересні 1944 року — 1-й заступник голови виконавчого комітету Калінінської обласної ради депутатів трудящих.
У вересні 1944 — листопаді 1946 року — голова виконавчого комітету Великолуцької обласної ради депутатів трудящих.
У листопаді 1946 — червні 1949 року — слухач Вищої партійної школи при ЦК ВКП(б).
У жовтні 1949 — червні 1951 року — голова виконавчого комітету Великолуцької обласної ради депутатів трудящих.
У 1951—1952 роках — слухач Курсів перепідготовки при ЦК ВКП(б).
У 1952—1953 роках — 1-й заступник голови виконавчого комітету Владимирської обласної ради депутатів трудящих.
У 1953 — листопаді 1955 року — 2-й секретар Владимирського обласного комітету КПРС.
У листопаді 1955 — 2 жовтня 1960 року — 1-й секретар Владимирського обласного комітету КПРС.
30 вересня 1960 — січень 1963 року — 1-й секретар Рязанського обласного комітету КПРС.
7 грудня 1962 — 15 січня 1963 року — голова Організаційного бюро Рязанського обласного комітету КПРС по сільськогосподарському виробництву.
15 січня 1963 — 15 грудня 1964 року — 1-й секретар Рязанського сільського обласного комітету КПРС.
15 грудня 1964 — 12 січня 1967 року — 1-й секретар Рязанського обласного комітету КПРС.
У грудні 1966 — 6 червня 1973 року — 1-й заступник голови Комітету партійного контролю при ЦК КПРС.
Помер 6 червня 1973 року після важкої хвороби. Похований в Москві на Новодівочому цвинтарі.

## Нагороди
- три ордени Леніна
- орден Вітчизняної війни ІІ ст.
- медаль «Партизанові Вітчизняної війни» 1-го ст.
- медаль «За оборону Москви»
- медаль «За перемогу над Німеччиною у Великій Вітчизняній війні 1941—1945 рр.»
- медаль «За доблесну працю у Великій Вітчизняній війні 1941—1945 рр.»
- медаль «За трудову доблесть»
- медалі